# Violales
Le Violales Perleb, 1826 erano un ordine definito all'interno della classe delle Magnoliopsida. L'ordine era stato nominato a partire dalla famiglia Violaceae, caratteristica dell'ordine.
Il sistema corrente (l'Angiosperm Phylogeny Group) non riconosce più le Violales come ordine; la famiglia caratteristica delle Violaceae è attualmente stata riassegnata all'ordine Malpighiales, e le altre famiglie sono state attualmente riassegnate agli ordini indicati nel seguito di questa voce.
Il nome Violales è stato tuttavia in uso in passato in molti sistemi di classificazione scientifica; alcuni sistemi usavano il nome Parietales per raggruppamenti similari. Alcune specie di questi gruppi risultano già diffuse a partire dal Cretaceo
Nel sistema Cronquist l'ordine delle Violales era ancora presente, ed era un membro della sottoclasse Dilleniidae: esso includeva le 24 famiglie che vengono qui riportate nella sezione Tassonomia. L'ordine fu anche assegnato alla sottoclasse Dilleniidae da Mabberley. 

## Descrizione
Le Violales discendono dalle Theales.
Solitamente hanno fiori con corolla dialipetala, cioè a petali liberi. Il gineceo è generalmente superiore e sincarpico, con i carpelli aperti.
La caratteristica più particolare di questo ordine morfologicamente eterogeneo è l'ovario composto uniloculare, con per lo più placentazione parietale (cioè a ciste con settazione interna, formazione di setti placentari). 
Alcune famiglie sono più primitive: le Fluconitiaceae hanno i carpelli chiusi e la placentazione assiale (assomigliante alle Theales). 
Quando gli stami sono numerosi, si sviluppano in sequenza centrifuga. Gli ovuli sono crassinucellati, hanno due tegumenti e un nucello, che è spesso parecchie cellule. L'endosperma è molto ricco di oli essenziali e povero di fecola. 
I membri più primitivi dell'ordine, come alcune specie di Flacourtiaceae, sono alberi con foglie stipulate e alternate. I fiori sono polipetali perfetti con numerosi stami centrifughi; un pistillo composto con stili liberi e placentazione parietale. I semi hanno un endosperma ben sviluppato. 
Nelle Flacourtiaceae si possono osservare: tendenze verso l'unisessualità, riduzione nel numero degli stami, fusione dei filamenti, sviluppo di una corona, riduzione nel numero dei carpelli, fusione degli stili e perdita dell'endosperma dal seme. 
Queste sono alcune fra le caratteristiche principali utilizzate in combinazione per definire molti membri delle altre famiglie di questo ordine.
Le Violales differiscono dall'ordine correlato delle Capparales (che pure presenta placentazione parietale) nella mancanza di cellule con sinigrina, nell'avere una proporzione molto maggiore di specie legnose, nell'avere spesso fiori periginei o epiginei, nell'avere raramente foglie composite and nell'avere molto spesso 3 carpelli (numero raro nell'ordine Capparales) e solo raramente 2 (il numero più frequente nelle Capparales).

## Distribuzione
L'ordine Violales è presente in tutto il Mondo, ad eccezione delle aree polari.

## Tassonomia
Nel sistema Cronquist, l'ordine include 24 famiglie, come sotto riportato.
1. Achariaceae Harms, 1897
2. Ancistrocladaceae Planch. ex Walp., 1851
3. Begoniaceae C. Agardh, 1824
4. Bixaceae Link, 1831
5. Caricaceae Dumort., 1829)
6. Cistaceae Juss., 1789
7. Cucurbitaceae Juss., 1789
8. Datiscaceae R. Br. ex Lindl., 1830
9. Dioncophyllaceae (Gilg) Airy Shaw, 1952
10. Flacourtiaceae Rich. ex DC., 1824
11. Fouquieriaceae DC., 1828
12. Frankeniaceae A. St.-Hil. ex Gray, 1821
13. Hoplestigmataceae Engl. & Gilg, 1924
14. Huaceae A. Chev., 1947
15. Lacistemataceae Mart., 1826
16. Loasaceae Dumort., 1822
17. Malesherbiaceae D. Don, 1827
18. Passifloraceae Juss. ex Kunth, 1817
19. Peridiscaceae Kuhlm., 1950
20. Scyphostegiaceae Hutch., 1926
21. Stachyuraceae J. Agardh 1858
22. Tamaricaceae Link, 1821
23. Turneraceae Kunth ex DC., 1828
24. Violaceae Batsch, 1802

### Assegnazione delle famiglie dell'ordine Violales nel Sistema Cronquist a ordini differenti nel Sistema APG[5]
1. Achariaceae → Ordine Malpighiales
2. Ancistrocladaceae → Ordine Caryophyllales
3. Begoniaceae → Ordine Cucurbitales
4. Bixaceae → Ordine Malvales
5. Caricaceae → Ordine Brassicales
6. Cistaceae → Ordine Malvales
7. Cucurbitaceae → Ordine Cucurbitales
8. Datiscaceae → Ordine Cucurbitales
9. Dioncophyllaceae → Ordine Caryophyllales
10. Flacourtiaceae → inclusa nella famiglia Salicaceae, nell'Ordine Malpighiales
11. Fouquieriaceae → Ordine Ericales
12. Frankeniaceae → Ordine Caryophyllales
13. Hoplestigmataceae → posizione incerta
14. Huaceae → Eurosidi I (posizionamento diretto)
15. Lacistemataceae → Ordine Malpighiales
16. Loasaceae → Ordine Cornales
17. Malesherbiaceae → Ordine Malpighiales (alternativamente inclusa nelle Passifloraceae)
18. Passifloraceae → Ordine Malpighiales
19. Peridiscaceae → Ordine Malpighiales
20. Scyphostegiaceae → inclusa nella famiglia Salicaceae, nell'Ordine Malpighiales
21. Stachyuraceae → Ordine Crossosomatales
22. Tamaricaceae → Ordine Caryophyllales
23. Turneraceae → Ordine Malpighiales (alternativamente inclusa nelle Passifloraceae)
24. Violaceae → Ordine Malpighiales

## Coltivazione
Angurie e meloni (specie di Cucumis, fra le Cucurbitaceae), specie di zucche (specie di Cucurbita), begonie e viole (genere Viola) sono membri molto noti delle Violales e sono coltivate a scompi ornamentali e alimentari (angurie, meloni, zucche).